# Paolo Veronese

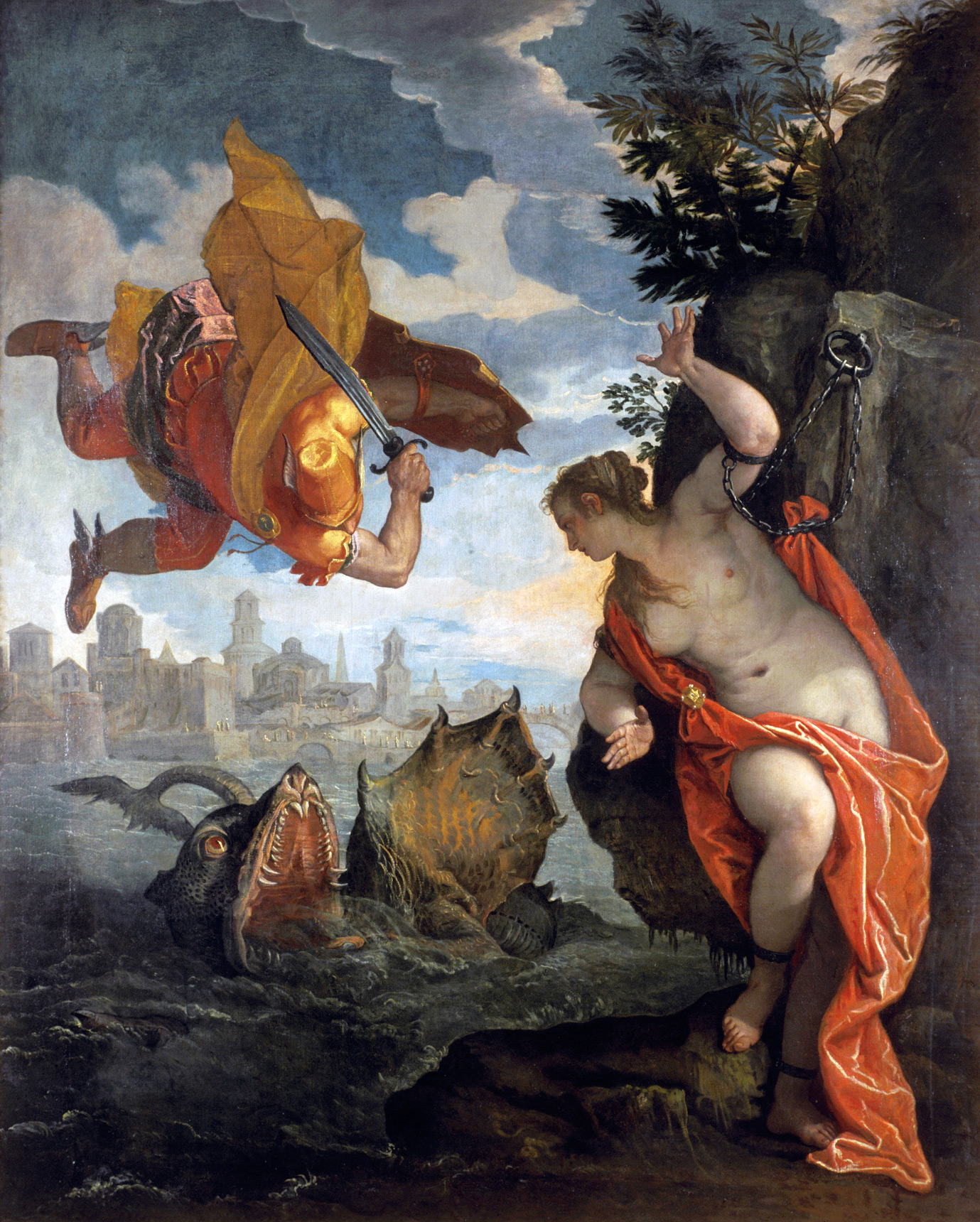
Perszeusz és Androméda (1578 körül)

Paolo Veronese (született Caliari) (Verona, 1528 – Velence, 1588. április 19.) olasz festő, akinek alkotásai reprezentálják Tiziano és Tintoretto munkásságával együtt a velencei reneszánsz aranykorát.

## Életpályája
Veronai kőfaragó fiaként látta meg a napvilágot Paolo Caliari néven, ragadványnevét festő korában kapta szülővárosáról, s ezen a néven vált ismertté.
Veronában első mestere nagybátyja, Antonio Badile volt, de nála sokkal erősebben hatott rá az észak-olasz manierizmust képviselő Domenico Brusasorci. Első ránk maradt képei még Badile hatását mutatják, ezek az ún. Bevilacqua-Lazise oltárkép (1548) és a budapesti Szépművészeti Múzeumban található Férfiképmás. A mantovai dómba festett Szt. Antal megkísértése c. képe Michelangelo stílusa iránti érzékenységét bizonyítja. 1553-tól a velencei Dózsepalotában festett művei, pl. a Villámokat szóró Jupiter a merész alulnézeteket (sotto in sù) alkalmazó manierista ízlés velencei elterjedéséről tanúskodnak.

## Művészete
Veronese bibliai jeleneteket ábrázoló freskókat, táblaképeket festett, amelyek elsősorban egyházi épületek enteriőrjét díszítették. Nagyméretű kompozícióin a korabeli velencei polgárok nagy tömegeit ábrázolta, leghíresebb a Kánai menyegző, amely I. Napóleon francia császár itáliai uralgásának ideje óta a Louvre gyűjteményét gazdagítja. Eredetileg e kép 1563 óta a San Giorgio Maggiore-kolostor ebédlőjét díszítette, innen vitette Napóleon a Louvre-ba. 1815-ben, a Bourbon-ház restaurációja után a francia király visszaadta volna, de a szállítók annyira megijedtek a kép nagy méretétől, hogy helyette inkább egy kisebb méretű Lebrun-képet hoztak Itáliába.
A Kánai menyegző c. képbe beleszerkesztette Veronese Velence előkelő, gazdag polgárait, s a szolgákat is, a festőket is muzsikusok képében. Az Úr asztala előtt Veronese, Tiziano és Tintoretto hangszereken játszik, így örökítette meg Veronese a nagy velencei festő-triászt.

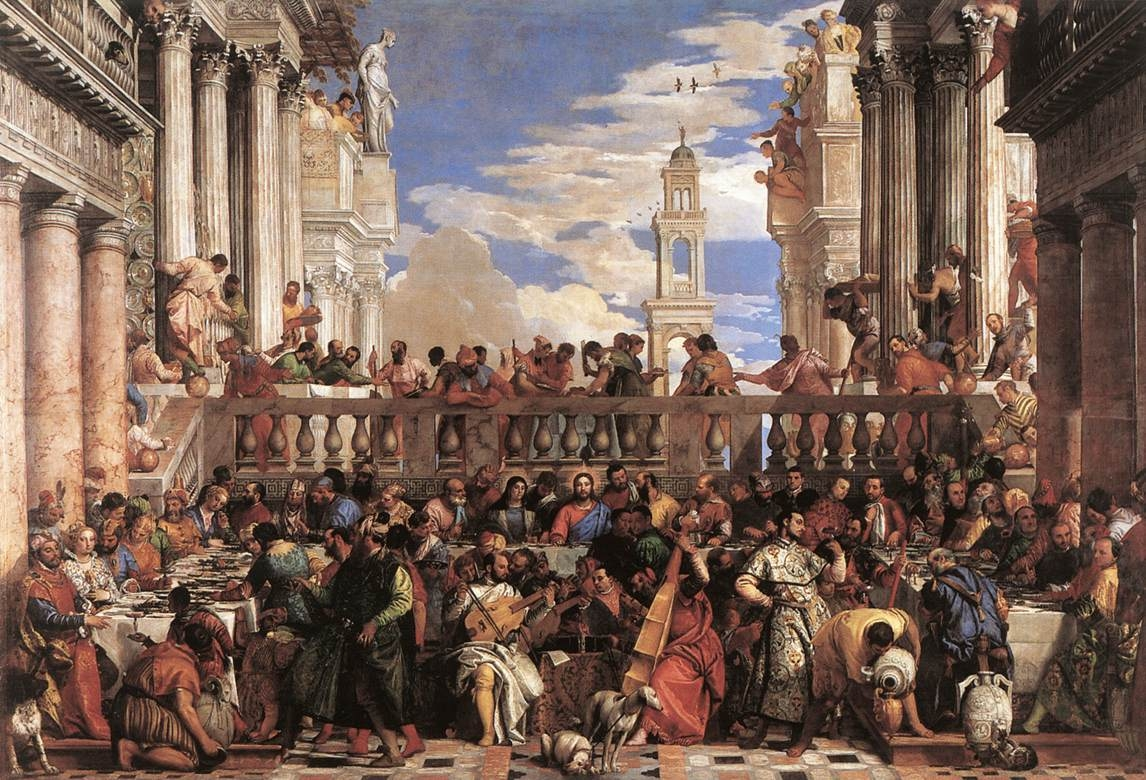
A kánai menyegző (1563)

Paolo Veronese és művész kollégái mint muzsikusok láthatók a nagyméretű kép előterében. Balra Veronese viola da bracción játszik, jobbra Tiziano nagybőgőn, Tintoretto pedig Veronese mögött áll.  Részlet A kánai menyegzőből (1563).
Az 1571-es oszmán-törökök felett aratott győzelem nagy jelentőséggel bírt a keresztények és Velence számára, e győzelemnek a festők által való megéneklése kívánatos volt az egyház vezetői részéről. Többen is megfestették a győztes tengeri csata emlékét, Veronese Lepantói csata c. képén állított emléket a kereszténység győzelmének.
Következő nagy képét a „SS. Giovanni e Paolo” kolostor rendelte tőle az Utolsó vacsora témában, de ebből botrány lett, és perbe fogta a festőt az inkvizíció, mert helytelenítették zenészek, részegek, kurtizánok, kutyák, bolondok, német alabárdosok megjelenítését. Veronese a művészek szabadságára próbált hivatkozni és Michelangelo Utolsó ítéletére a Sixtus-kápolnában. A törvényszéket nem sikerült meggyőznie a festőnek, abban maradtak, hogy Veronese vegye le a képről a nemkívánatos alakokat. Veronese nem változtatott a festményen, inkább az Utolsó vacsora cím helyett Lakoma Lévi házában címet adta a műnek. Ezen cím alatt őrzik ma is az Akadémiai Képtárban, Velencében.
Leginkább egyházi és biblikus képeket festett Veronese, de vannak arcképei és mitológiai tárgyú képei is. Egyik legerotikusabb és leghumorosabb képe A meglepett Vénusz és Mars című, Vénusz épp csábítójával, Marssal készül szeretkezni, amikor benéz szobájukba egy ló, ettől mindketten meglepődnek.
Veronese képeinek tereit gyakran építészeti kulisszákkal tagolja, kompozícióinak minden részlete fontos, nem egyetlen motívumra épít. A fény és a kiegészítő színek használata elébünk varázsolja azt a 16. századi Velencét, amelyet az akkor élők láttak, amilyennek látták ők magukat. A velencei festők nélkül nem ismernénk igazán Velence aranykorát, s ebben nagy része van Veronese művészetének.

## Művei (válogatás)
- Férfiképmás (1550 körül, olaj-vászon, 120x102 cm) (Magyar Nemzeti Múzeum, Budapest)
- Agostino Barrarigo képmása (olaj-vászon, 601x48 cm) (Magyar Nemzeti Múzeum, Budapest)[13]
- Villámokat szóró Jupiter (1553) (Louvre, Párizs)
- Szent Család (1555-56 körül) (Ermitázs, Szentpétervár)
- Dávid felkenése (1550-es évek második fele) (Kunsthistorisches Museum, Bécs)
- Eszter Ahasvérus előtt (Uffizi, Firenze)
- A 12 éves Jézus a templomban (Prado, Madrid)
- Angyali üdvözlet (olaj-vászon, 143x291 cm) (Uffizi, Firenze)
- Kánai menyegző (1563, olaj-vászon, 666×990 cm) (Louvre, Párizs)
- Emmausi lakoma (1560–70) (Louvre, Párizs)
- Lakoma Simon farizeus házánál (1560-70) (Louvre, Párizs)
- Kánai menyegző (Gemeldegalerie, Drezda)
- Krisztus a Getsemáni kertben (1570-es évek eleje) (Brera, Milánó)
- Gergely pápa lakomája (1572) (Monte Berico, Vicenza)
- A lepantói csata (1572 körül, olaj, vászon, 169x137 cm (Akadémiai Képtár, Velence)
- Lakoma Lévi házában (1573, fa, 555x1280 cm) (Akadémiai Képtár, Velence)
- A meglepett Vénusz és Mars (1575) (Galleria Sabanda, Torino)
- Mózes megtalálása (1580 körül) (Prado, Madrid)
- Keresztrefeszítés (1582 körül, olaj, vászon, 245x420 cm) (Uffizi, Firenze)
- Velence allegóriája (Szépművészeti Múzeum, Budapest)[14]
- Velence apoteózisa c. freskó (1585) (Sala del Maggiore Consiglio mennyezete)
- Szent Jusztina mártíriuma (olaj, vászon, 103x113 cm) (Uffizi, Firenze)
- A Szent Család Szent Borbálával (olaj, vászon, 86x182 cm) (Uffizi, Firenze)
- Szent Ágota megkoronázása (olaj, vászon, 20x18 cm) (Uffizi, Firenze)

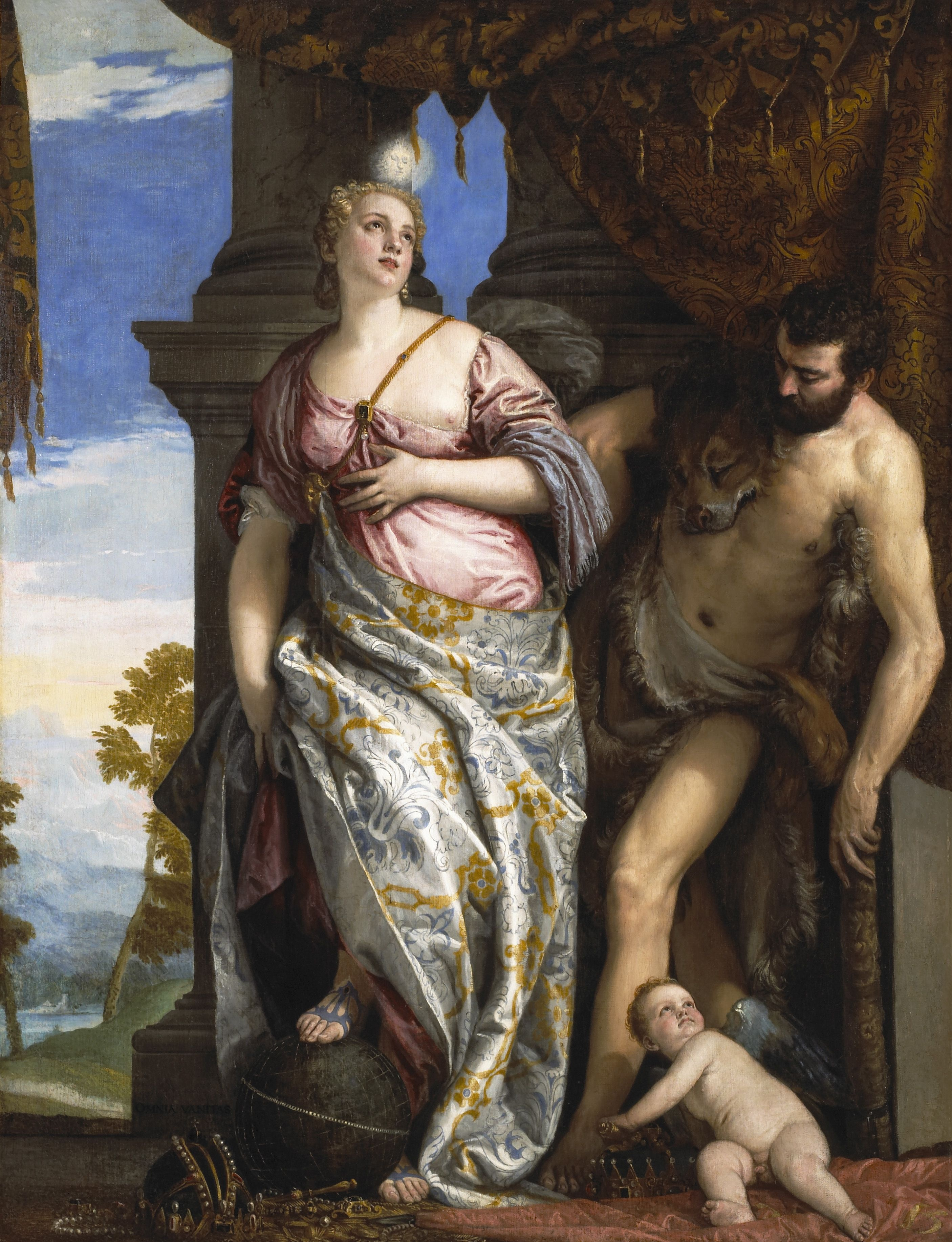
Az Erő és Bölcsesség allegóriája
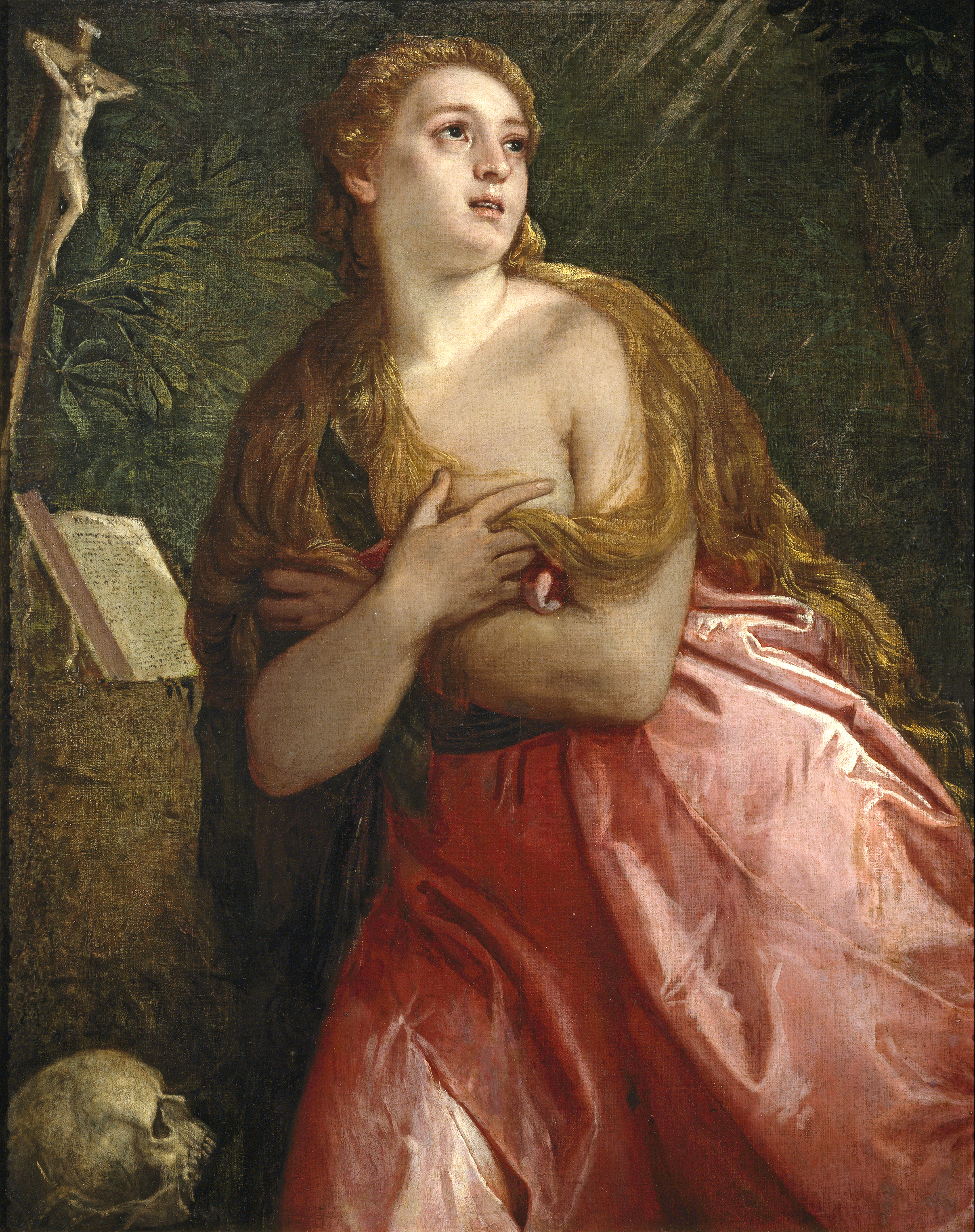
Magdalena
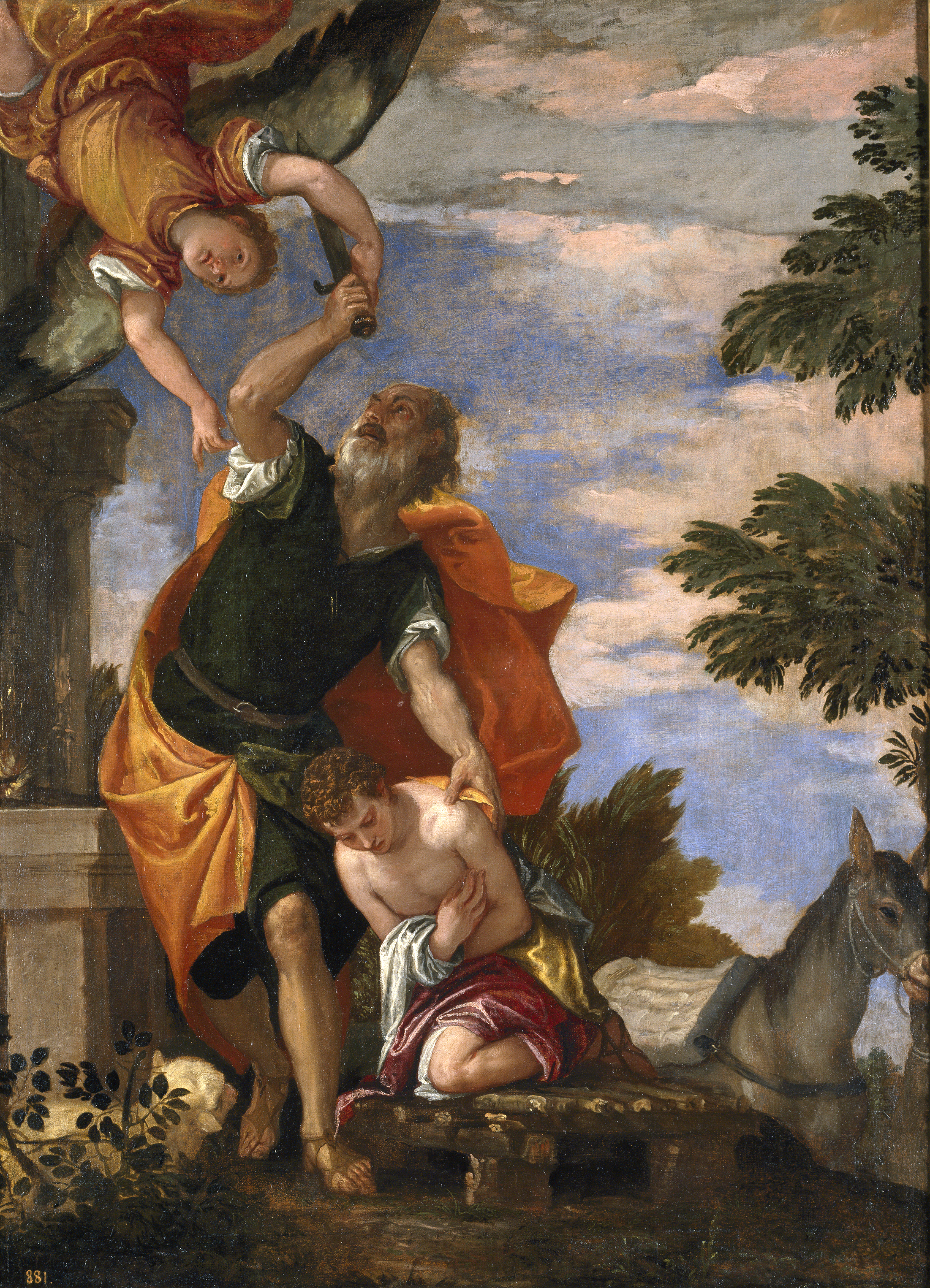
Isaac
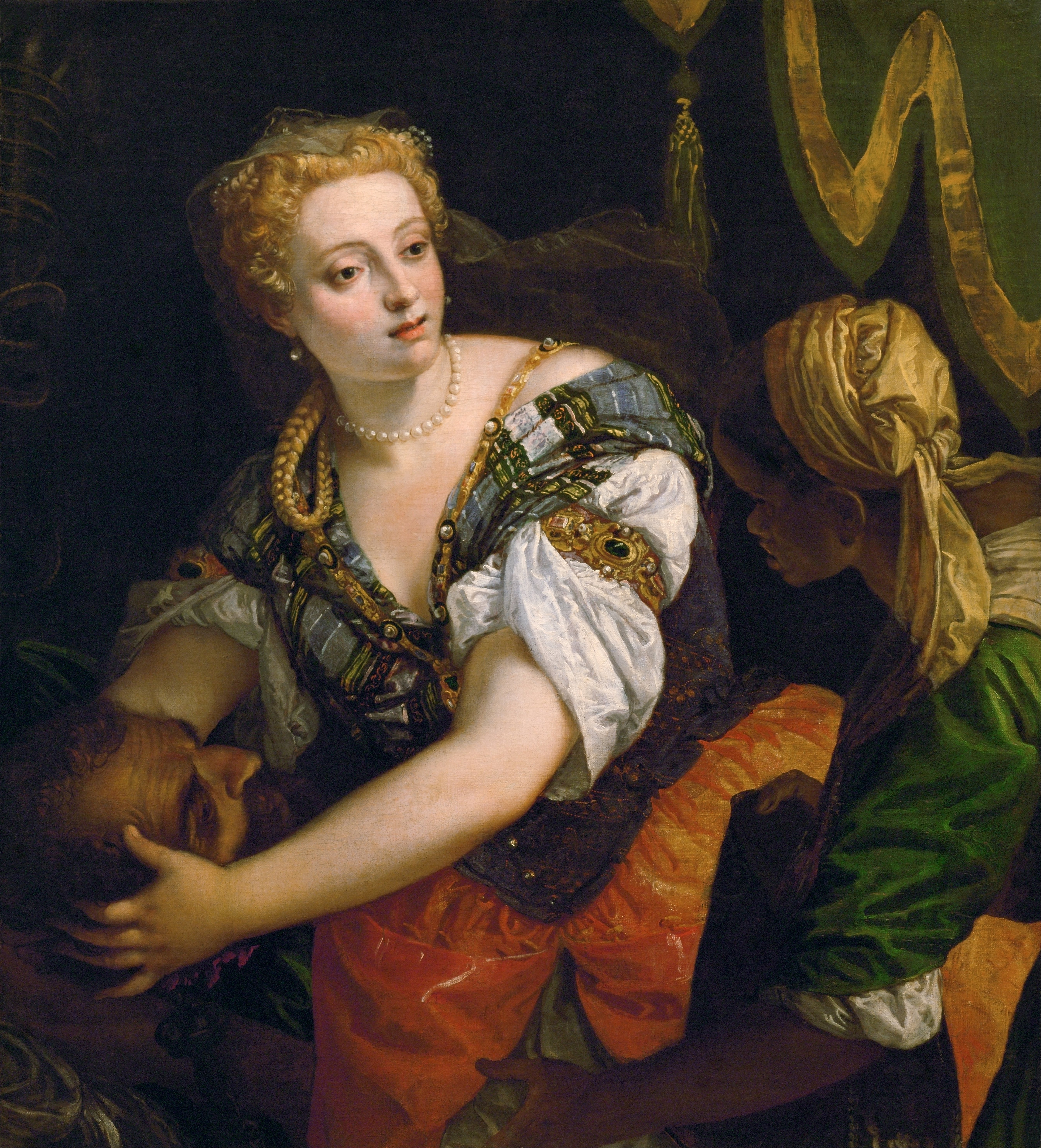
Judith
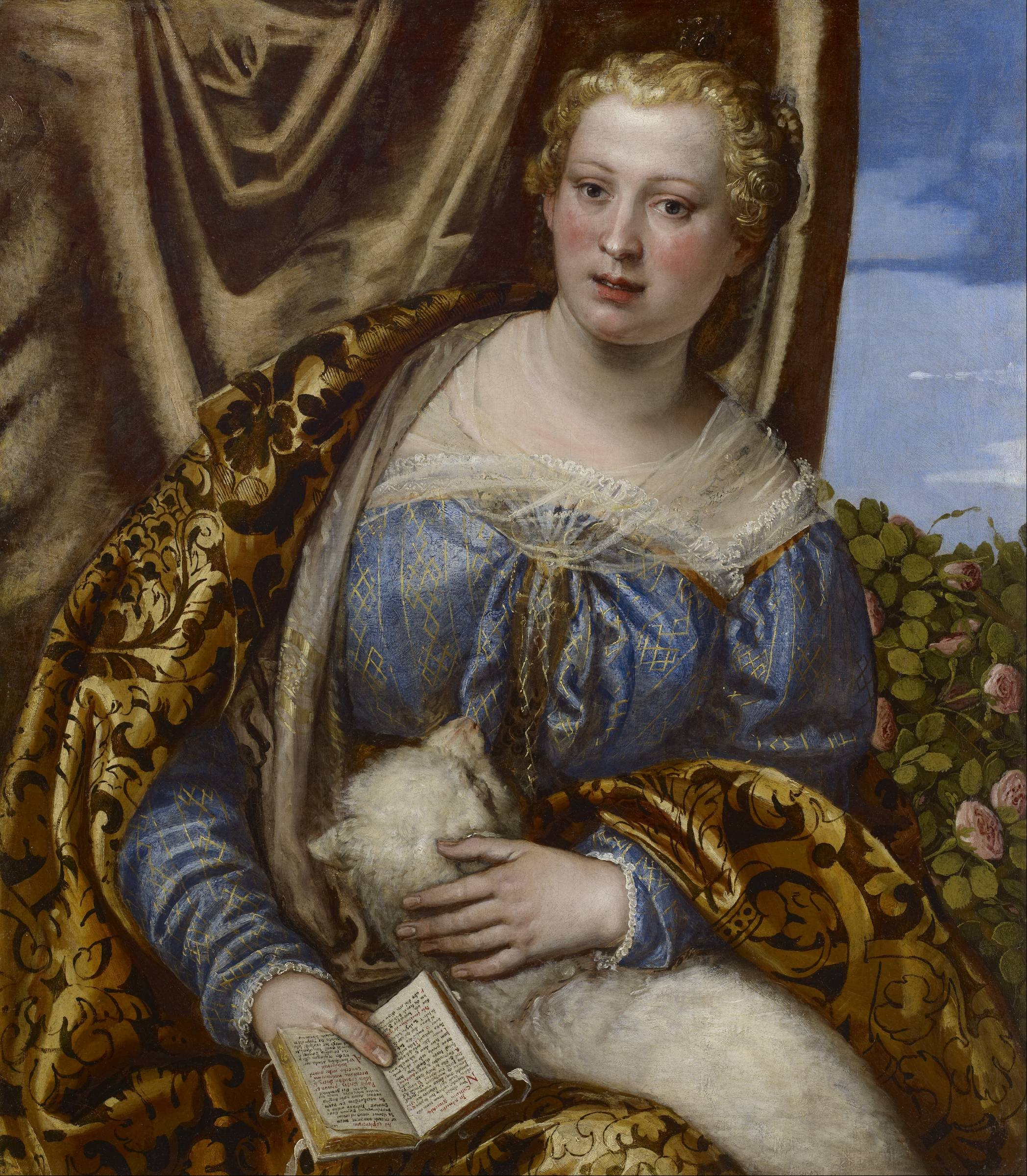
Szent Ágota
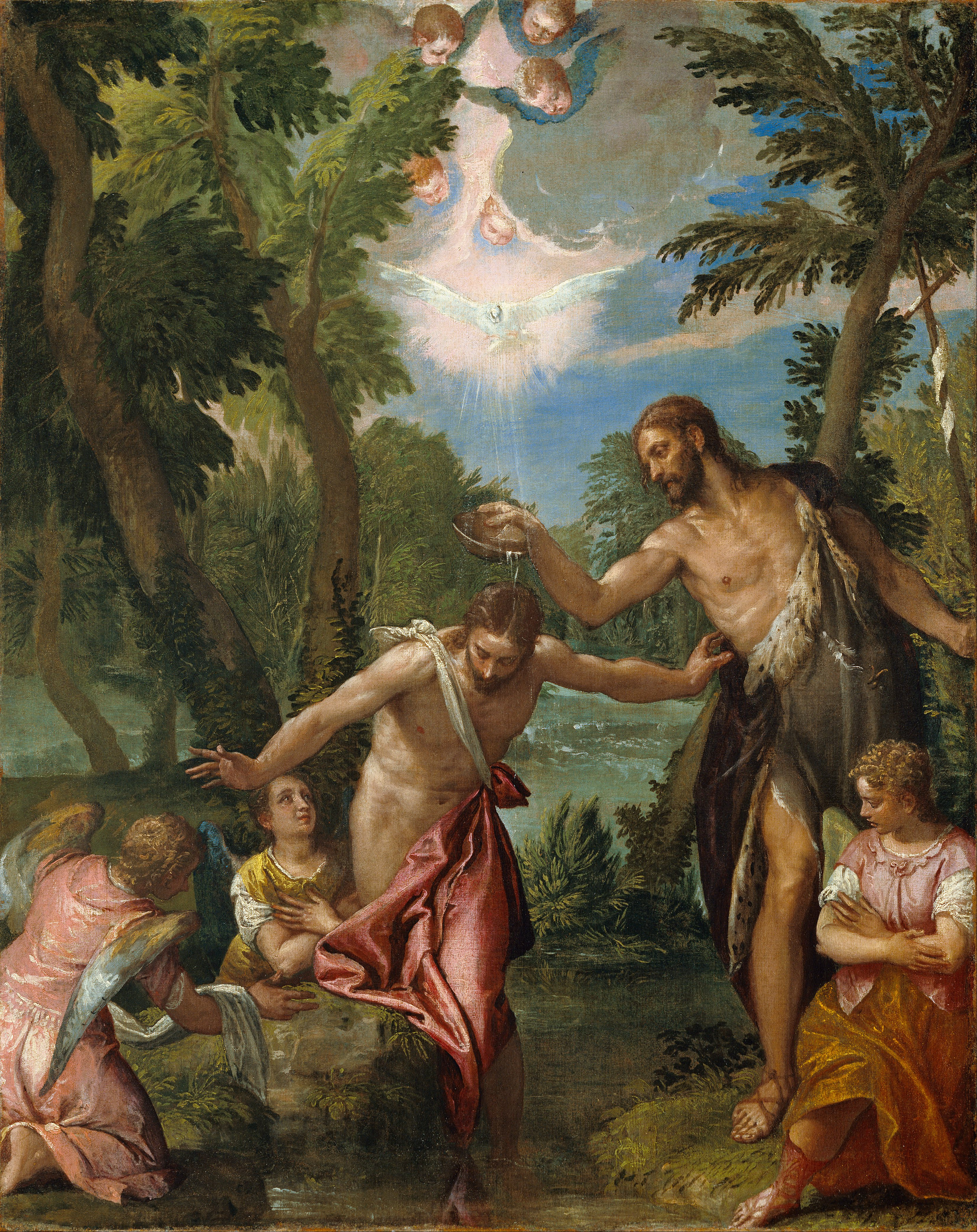
Jézus keresztelője
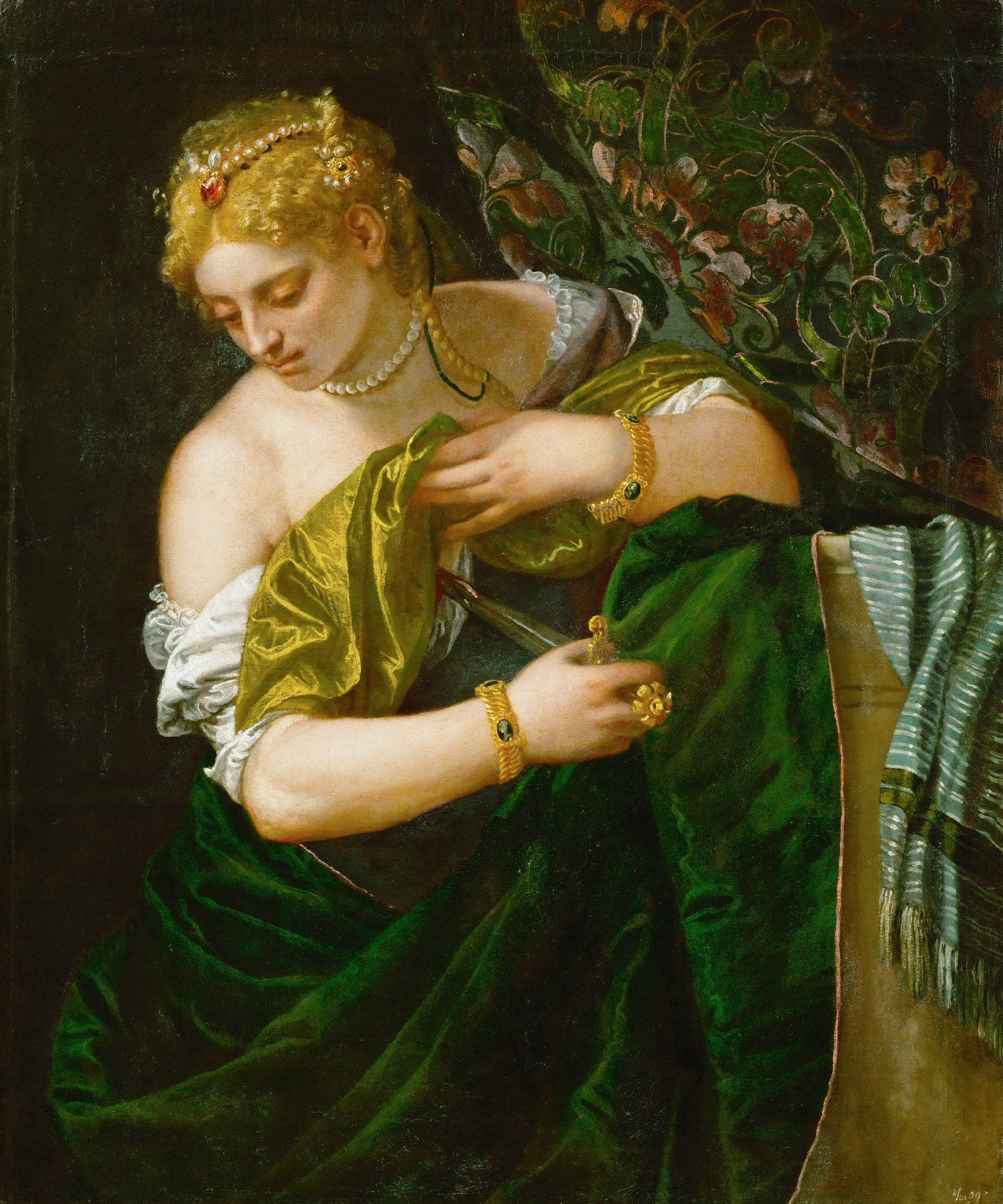
Lucretia
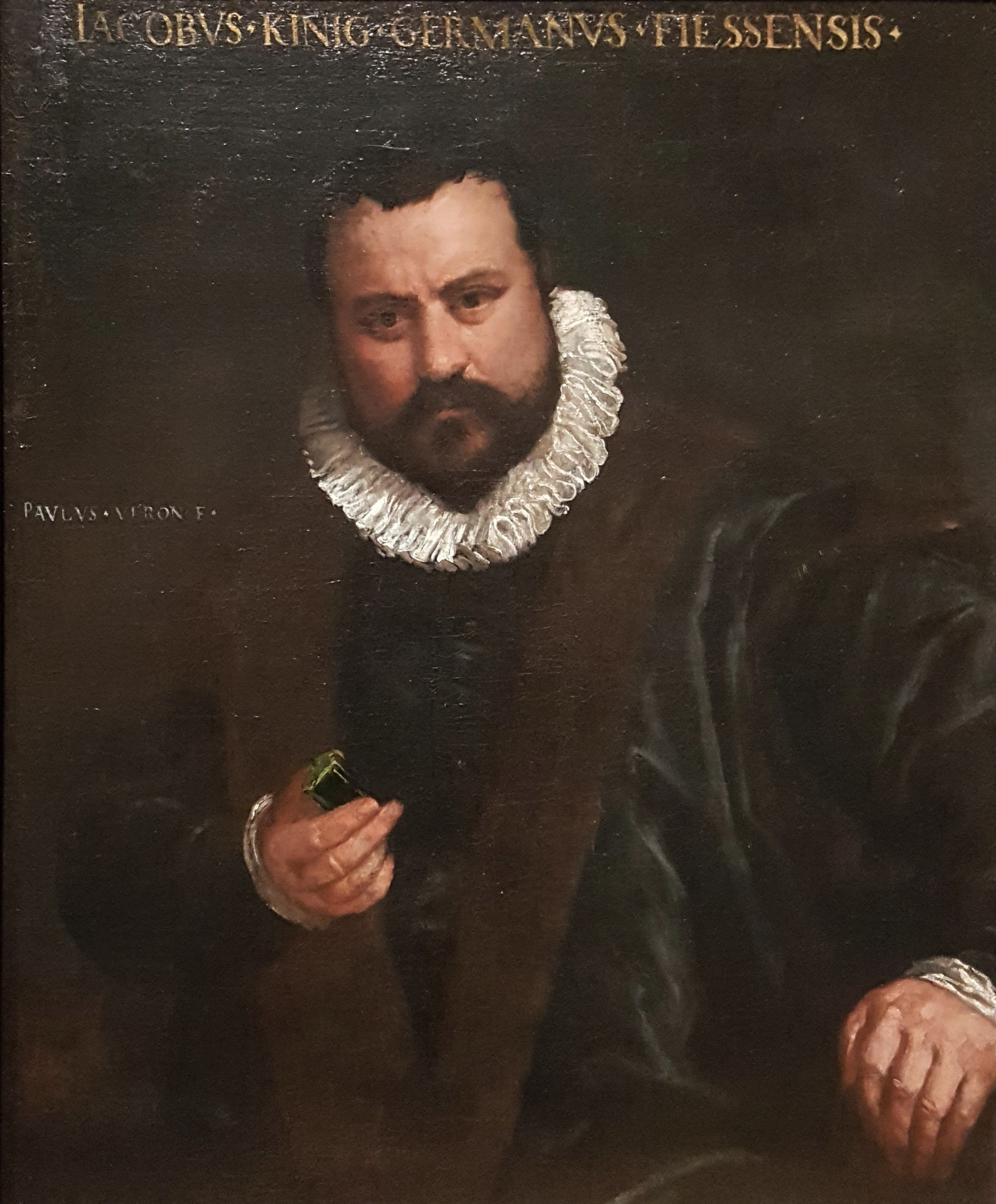
Férfiportré
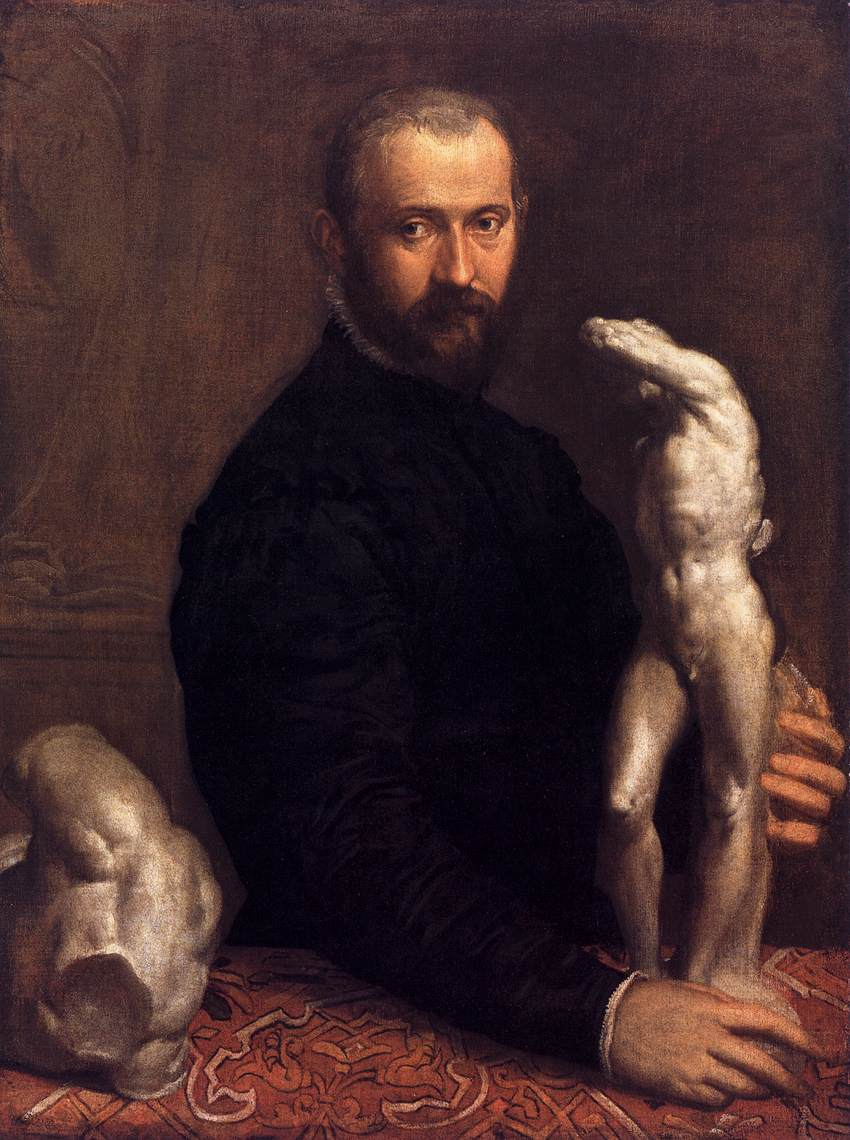
Alessandro Vittoria
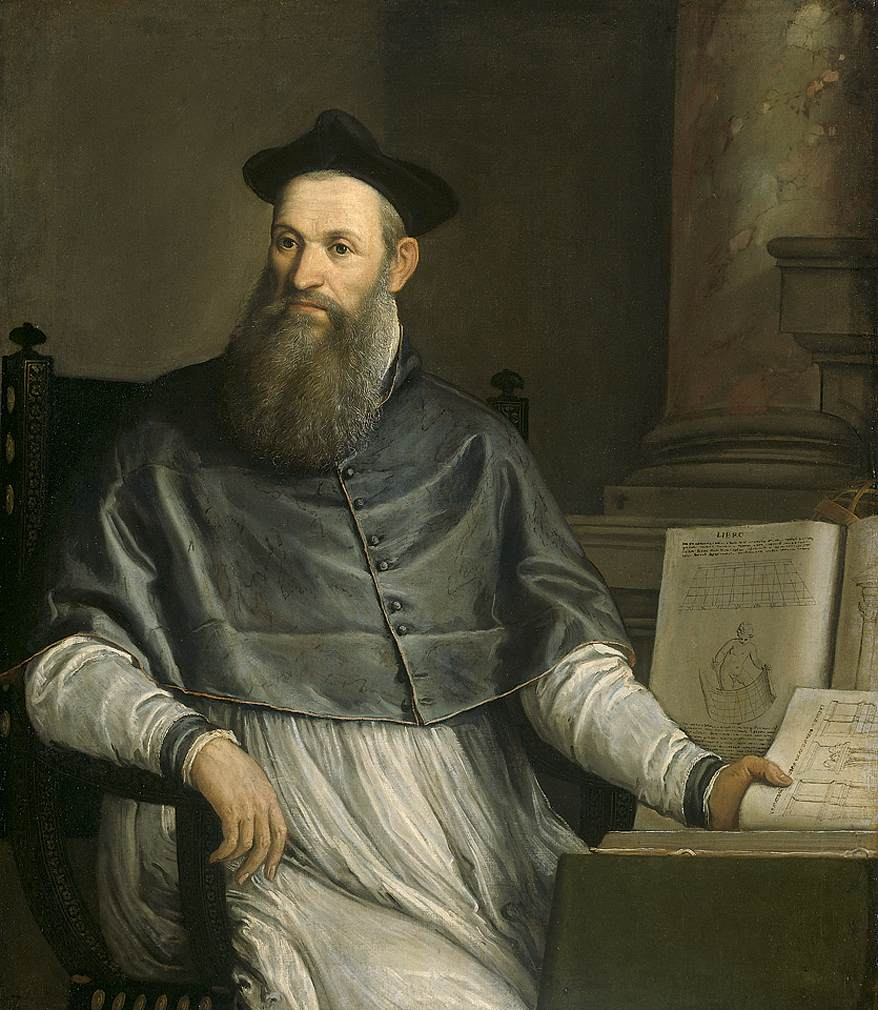
Daniele Barbaro, (1561–1565)
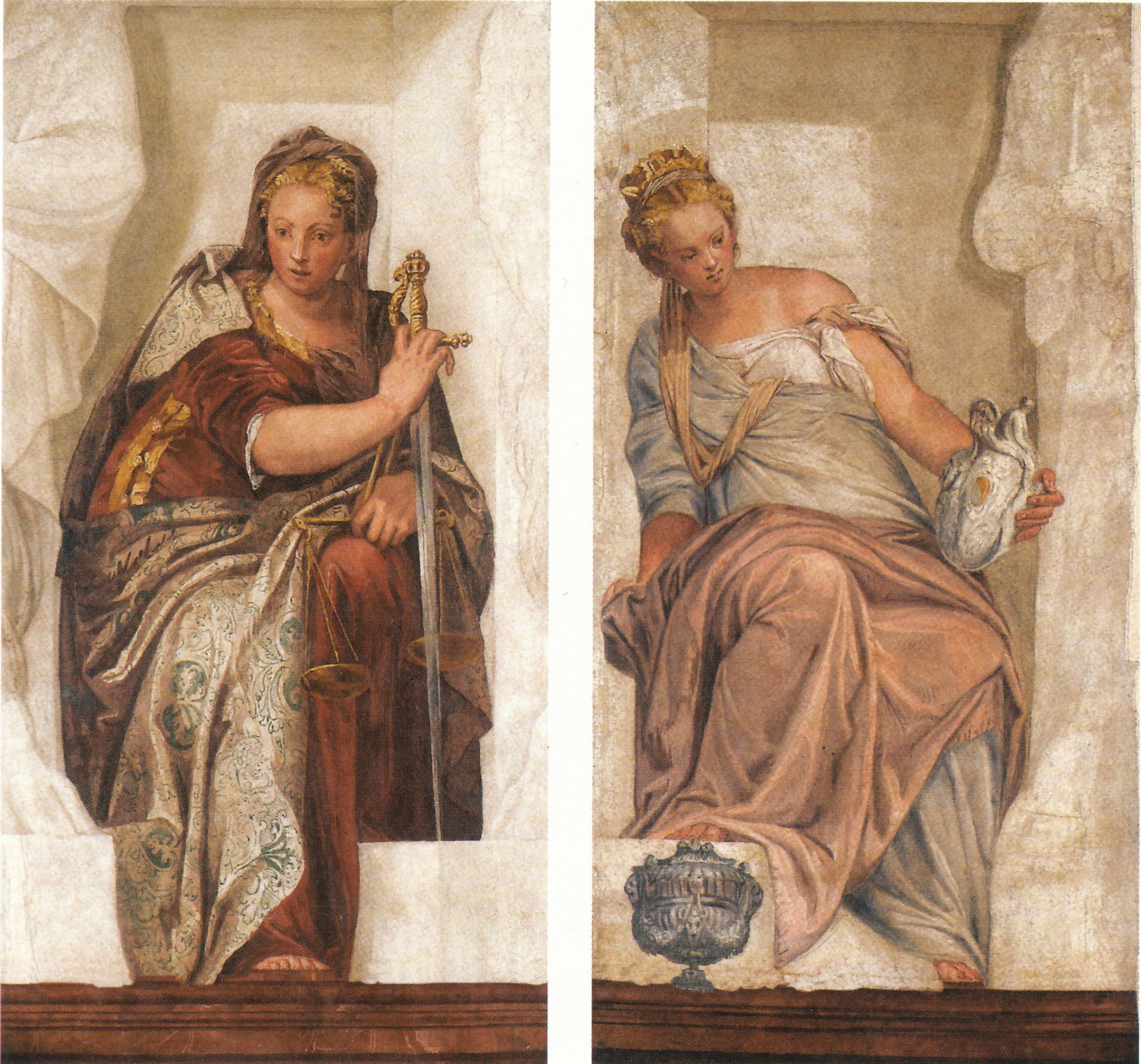
Az Igazság (Iustitia) és a Mértékletesség allegóriája
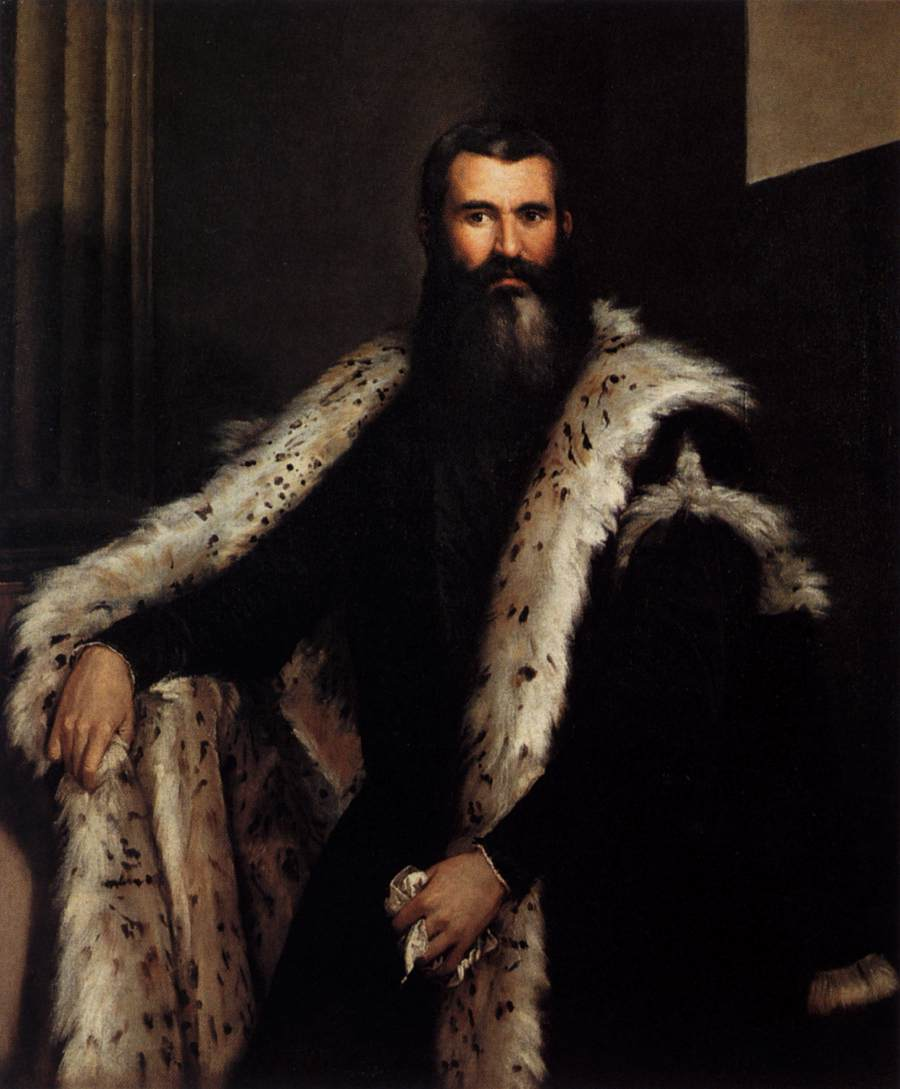
Férfiportré